# Liste der Baudenkmale in Drebkau
In der Liste der Baudenkmale in Drebkau sind alle Baudenkmale der brandenburgischen Stadt Drebkau und ihrer Ortsteile aufgelistet. Grundlage ist die Veröffentlichung der Landesdenkmalliste mit dem Stand vom 31. Dezember 2022. Die Bodendenkmale sind in der Liste der Bodendenkmale in Drebkau  aufgeführt.

## Legende
In den Spalten befinden sich folgende Informationen:
- ID-Nr.: Die Nummer wird vom Brandenburgischen Landesamt für Denkmalpflege vergeben. Ein Link hinter der Nummer führt zum Eintrag über das Denkmal in der Denkmaldatenbank. In dieser Spalte kann sich zusätzlich das Wort Wikidata befinden, der entsprechende Link führt zu Angaben zu diesem Denkmal bei Wikidata.
- Lage: die Adresse des Denkmales und die geographischen Koordinaten. Link zu einem Kartenansichtstool, um Koordinaten zu setzen. In der Kartenansicht sind Denkmale ohne Koordinaten mit einem roten beziehungsweise orangen Marker dargestellt und können in der Karte gesetzt werden. Denkmale ohne Bild sind mit einem blauen bzw. roten Marker gekennzeichnet, Denkmale mit Bild mit einem grünen beziehungsweise orangen Marker.
- Bezeichnung: Bezeichnung in den offiziellen Listen des Brandenburgischen Landesamtes für Denkmalpflege. Ein Link hinter der Bezeichnung führt zum Wikipedia-Artikel über das Denkmal.
- Beschreibung: die Beschreibung des Denkmales
- Bild: ein Bild des Denkmales und gegebenenfalls einen Link zu weiteren Fotos des Baudenkmals im Medienarchiv Wikimedia Commons

## Per Satzung denkmalgeschützt
| ID-Nr.   | Lage           | Bezeichnung                             | Beschreibung | Bild                                    |
| -------- | -------------- | --------------------------------------- | ------------ | --------------------------------------- |
| 09125526 | Drebkau (Lage) | Denkmalbereichssatzung Altstadt Drebkau |              | Denkmalbereichssatzung Altstadt Drebkau |

## Baudenkmale in den Ortsteilen

### Casel
| ID-Nr.   | Lage                     | Bezeichnung | Beschreibung                                                                                          | Bild           |
| -------- | ------------------------ | ----------- | --- | -------------- |
| 09125062 | Calauer Straße (Lage)    | Dorfkirche  | Die evangelische Kirche ist ein spätgotischer Bau. Im Inneren befindet sich eine barocke Ausstattung. | weitere Bilder |
| 09125953 | Calauer Straße 16 (Lage) | Schule      | | BW             |

### Drebkau
| ID-Nr.   | Lage                                                                                 | Bezeichnung                                                                                     | Beschreibung | Bild                                            |
| -------- | ------------------------------------------------------------------------------------ | ----------------------------------------------------------------------------------------------- | --- | ----------------------------------------------- |
| 09125463 | Am Markt (Lage)                                                                      | Stadtkirche                                                                                     | Die evangelische Stadtkirche wurde im Jahre 1810 erbaut. Der Turm wurde 1805 auf Resten des Vorgängerbaues erbaut. Im Inneren befindet sich eine Hufeisenempore und ein Orgelprospekt aus der Bauzeit. | weitere Bilder                                  |
| 09125084 | Am Markt 10 (Lage)                                                                   | Wohn- und Geschäftshaus                                                                         | In diesem Haus befindet sich das Städtische Museum. Das Haus ist aus dem Spätbarock. | Wohn- und Geschäftshaus                         |
| 09125079 | Bahnhofstraße 3 (Lage)                                                               | Neuer Bahnhof                                                                                   | | weitere Bilder                                  |
| 09125080 | Bahnhofstraße 4 (Lage)                                                               | Postgebäude                                                                                     | | Postgebäude                                     |
| 09125076 | Bahnhofstraße 5, 7 (Lage)                                                            | Alter Bahnhof                                                                                   | | weitere Bilder                                  |
| 09125089 | Drebkauer Hauptstraße, Calauer Straße, General-von-Schiebell-Straße, Am Markt (Lage) | Stadtzentrum mit Rathaus und Ackerbürgerhäusern                                                 | | Stadtzentrum mit Rathaus und Ackerbürgerhäusern |
| 09125081 | Drebkauer Hauptstraße 29 (Lage)                                                      | Rathaus                                                                                         | Das Rathaus wurde im Jahre 1853 in spätgotischen Stil errichtet. | weitere Bilder                                  |
| 09125086 | Drebkauer Hauptstraße 36 (Lage)                                                      | Wohnhaus mit Apotheke                                                                           | | Wohnhaus mit Apotheke                           |
| 09125464 | Drebkauer Hauptstraße 51 (Lage)                                                      | Wohnhaus                                                                                        | | Wohnhaus                                        |
| 09125088 | General-von-Schiebell-Straße 1 (Lage)                                                | Schulkomplex                                                                                    | | Schulkomplex                                    |
| 09125928 | General-von-Schiebell-Straße 11 (Lage)                                               | Wohnhaus mit Mauer und Nebengebäude                                                             | | BW                                              |
| 09125078 | General-von-Schiebell-Straße 14 (Lage)                                               | Wohnhaus                                                                                        | | Wohnhaus                                        |
| 09125954 | Grünstraße (Lage)                                                                    | Friedhof mit Friedhofsportal, Friedhofskapelle (so genannte Schiebellhalle) und Grabstätte Otto | | BW                                              |
| 09125449 | Rathausstraße 2 (Lage)                                                               | Wohnhaus                                                                                        | | Wohnhaus                                        |
| 09125083 | Schloßstraße 9 (Lage)                                                                | Schloss, Wirtschaftshof mit Stallgebäude und Park                                               | Das Schloss wurde Ende des 17. Jahrhunderts erbaut. Die Anbauten wurden in der zweiten Hälfte des 19. Jahrhunderts hinzugefügt.                                                                        | weitere Bilder                                  |

### Greifenhain
| ID-Nr.   | Lage   | Bezeichnung | Beschreibung | Bild           |
| -------- | ------ | ----------- | ------------ | -------------- |
| 09125125 | (Lage) | Dorfkirche  |              | weitere Bilder |

### Illmersdorf
| ID-Nr.   | Lage                            | Bezeichnung                     | Beschreibung | Bild           |
| -------- | ------------------------------- | ------------------------------- | ------------ | -------------- |
| 09125063 | Illmersdorfer Dorfstraße (Lage) | Dorfkirche mit Gruft und Mumien |              | weitere Bilder |

### Jehserig
| ID-Nr.   | Lage                    | Bezeichnung | Beschreibung | Bild       |
| -------- | ----------------------- | ----------- | ------------ | ---------- |
| 09125192 | Straße am Park 9 (Lage) | Herrenhaus  |              | Herrenhaus |

### Klein Oßnig
| ID-Nr.   | Lage                           | Bezeichnung | Beschreibung | Bild    |
| -------- | ------------------------------ | ----------- | ------------ | ------- |
| 09125959 | Klein Oßniger Straße 20 (Lage) | Gasthof     |              | Gasthof |

### Koschendorf
| ID-Nr.   | Lage                 | Bezeichnung                                                        | Beschreibung | Bild           |
| -------- | -------------------- | ------------------------------------------------------------------ | ------------ | -------------- |
| 09125251 | Am Gutshaus 1 (Lage) | Herrenhaus Koschendorf                                             |              | weitere Bilder |
| 09125419 | Friedhofsweg (Lage)  | Erbbegräbnis (Wackerbarth-Mausoleum)                               |              | weitere Bilder |
| 09125966 | Zur Schmiede (Lage)  | Dorfschmiede, einschließlich technischer Ausstattung und Werkzeuge |              | weitere Bilder |

### Laubst
| ID-Nr.   | Lage                          | Bezeichnung           | Beschreibung | Bild           |
| -------- | ----------------------------- | --------------------- | ------------ | -------------- |
| 09125219 | Laubster Dorfstraße (Lage)    | Dorfkirche            |              | weitere Bilder |
| 09125584 | Laubster Dorfstraße 24 (Lage) | Gutshaus und Speicher |              | weitere Bilder |

### Leuthen
| ID-Nr.   | Lage                  | Bezeichnung | Beschreibung | Bild           |
| -------- | --------------------- | ----------- | ------------ | -------------- |
| 09125220 | Hauptstraße (Lage)    | Dorfkirche  |              | weitere Bilder |
| 09125221 | Hauptstraße 45 (Lage) | Pfarrhaus   |              | Pfarrhaus      |

### Merkur
| ID-Nr.   | Lage                           | Bezeichnung                  | Beschreibung | Bild                         |
| -------- | ------------------------------ | ---------------------------- | --- | ---------------------------- |
| 09125193 | Alte Grubenstraße 15–18 (Lage) | Gedenktafel für Otto Strupat | Die Gedenktafel ist eingelagert und nicht öffentlich zu besichtigen. Das Bild zeigt den ursprünglichen Standort. | Gedenktafel für Otto Strupat |

### Raakow
| ID-Nr.   | Lage                     | Bezeichnung      | Beschreibung | Bild             |
| -------- | ------------------------ | ---------------- | --- | ---------------- |
| 09125091 | Steinitzer Weg 28 (Lage) | Schloss mit Park | Bereits Ende des 17. Jahrhunderts gab es hier ein herrschaftliches Anwesen. Das heutige Gebäude stammt im Kern aus dem 18. Jahrhundert und wurde im 19. Jahrhundert erheblich umgebaut. Nach 2000 war geplant, altersgerechte Wohnungen einzurichten, jedoch wurde bei einem Brand im Jahr 2009 das Gebäude schwer zerstört. | Schloss mit Park |

### Schorbus
| ID-Nr.   | Lage                                                 | Bezeichnung | Beschreibung | Bild           |
| -------- | ---------------------------------------------------- | --- | --- | -------------- |
| 09125957 | Schorbuser Straße (Lage)                             | Kriegerdenkmal | | weitere Bilder |
| 09125248 | Am Ambulatorium 1–3, Schorbuser Straße 10, 11 (Lage) | Gutsanlage (Anlage und Grundriss des Gutshofes sowie Anordnung der Baukörper) mit Gutshaus, Nebengebäuden und Park | | weitere Bilder |
| 09125246 | Schorbuser Straße 40 (Lage)                          | Dorfkirche mit Umfassungsmauer                                                                                     | Bei der evangelischen Dorfkirche von Schorbus handelt es sich um einen aus dem 14. oder 15. Jahrhundert stammenden Saalbau mit quadratischen Westturm und einer östlich angefügten Apsis. | weitere Bilder |
| 09125247 | Straße der Jugend 1 (Lage)                           | Gedenktafel für Bogumił Šwjela                                                                                     | Gedenktafel mit niedersorbischer Inschrift für Bogumił Šwjela | weitere Bilder |

### Steinitz
| ID-Nr.   | Lage                       | Bezeichnung                                                                         | Beschreibung | Bild           |
| -------- | -------------------------- | ----------------------------------------------------------------------------------- | --- | -------------- |
| 09125377 | Am Rodelberg 4 (Lage)      | Dorfkirche sowie Grabmäler, Grabstein für A. F. E. von Muschwitz und Kriegerdenkmal | Die evangelische Kirche wurde in der Mitte des 15. Jahrhunderts erbaut. Der Westturm wurde zu Beginn des 16. Jahrhunderts hinzugefügt. Im Inneren befindet sich eine Hufeisenempore aus dem 18. Jahrhundert und ein Kanzelaltar aus dem Beginn des 18. Jahrhunderts. Die Decke der Kirche ist bemalt. | weitere Bilder |
| 09125074 | Weg am Herrenhaus 2 (Lage) | Herrenhaus                                                                          | | Herrenhaus     |

## Ehemalige Baudenkmale
| ID-Nr. | Lage                                          | Bezeichnung | Beschreibung | Bild     |
| ------ | --------------------------------------------- | ----------- | ------------ | -------- |
|        | Drebkau General-von-Schiebell-Straße 4 (Lage) | Wohnhaus    |              | Wohnhaus |